# Misfit (Lied)
Misfit (englisch für Außenseiter) ist ein Lied der deutschen Alternative-Rock-Band Lonely Spring. Mit dem Song nahm die Band am deutschen Vorentscheid zum Eurovision Song Contest 2023 Unser Lied für Liverpool teil und belegte dort den fünften Platz.

## Bedeutung
In dem Song geht es darum, leidenschaftlich gerne ein Außenseiter zu sein und aus der Reihe zu tanzen.

## Bei Unser Lied für Liverpool
→ Hauptartikel: Unser Lied für Liverpool
Am 3. März 2023 nahm Lonely Spring an Unser Lied für Liverpool teil, der deutschen Vorentscheidung zum Eurovision Song Contest 2023. Sie waren einer von acht Teilnehmern und traten mit der vierten Startnummer auf. Sie erreichten mit insgesamt 70 Punkten den fünften Platz, davon 40 von der Jury (sechster Platz) und 30 vom Publikum (vierter Platz).